# Tép gai
Tép gai hoặc tôm gai, tên khoa học Palaemon styliferus, là một loài tôm gai trong họ Palaemonidae, được mô tả lần đầu tiên bởi H. Milne-edwards vào năm 1840.